# NGC 3505
NGC 3505 (ook wel NGC 3508) is een spiraalvormig sterrenstelsel in het sterrenbeeld Beker. Het hemelobject werd op 31 december 1785 ontdekt door de Duits-Britse astronoom William Herschel.

## Synoniemen
- NGC 3508
- IC 2622
- MCG -3-28-31
- IRAS11005-1601
- PGC 33362